# 阿尔·埃伯哈德
艾伦·迪安·艾伯哈德（英語：Allen Dean Eberhard，1952年5月10日—），美国NBA联盟前职业篮球运动员。他在1974年的NBA选秀中第1轮第15顺位被底特律活塞选中。